# HMS Swiftsure (1621)
El HMS Swiftsure fue un navío de línea, inicialmente de segunda clase y de 42 cañones (nominales 46), construido para la Marina Real Inglesa bajo la dirección de Andrew Burrell en Deptford y botado en 1621.
Fue reconstruido en 1654 en Woolwich por Christopher Pett como navío de línea de tercera clase de 60 cañones.Tras la reforma, el buque fue asignado a la Flota del Mediterráneo entre el 29 de septiembrejul./ 9 de octubre de 1654greg. y agosto de 1657, estando la escuadra bajo el mando de Robert Blake.
En mayo de 1660, durante la Restauración inglesa, parece haber llevado a Enrique Estuardo, IV Duque de Gloucester, de Scheveningen a Dover.
Fue el buque insignia del vicealmirante Sir William Berkeley en la Batalla de los Cuatro Días contra los holandeses en 1666. Berkeley lideró la vanguardia de la flota inglesa el primer día de la batalla, el 1 de junio, pero superó a su escuadrón en medio de los holandeses y fue rodeado. Después de una feroz batalla en la que Berkeley murió, el Swiftsure fue capturado. Los holandeses lo renombraron como Oudshoorn (70 cañones) y cambiaron diferentes elementos para ocultar su identidad, quedando categorizado como navío de línea de segunda clase. Participó en la Batalla de Solebay en 1672 bajo el mando de Thomas Tobias, con pabellón neerlandés. La última vez que se tuvo constancia de la existencia de este buque fue en 1672.